# Тав-Бадрак Джамісі
Тав-Бадрак Джамісі (крим. Tav Badraq Camisi) — мечеть села Тав-Бадрак (Скалисте), Бахчисарайський район, Автономна Республіка Крим.

## Історія
Мечеть в селі Тав-Бадрак була побудована в 1844 році.
У радянський час вона була зруйнована, а на її місці був побудований магазин. У 2002 році будівля магазину була викуплена Духовним управлінням мусульман Криму і передана в користування місцевої мусульманської громади.
До будівлі також прибудували мінарет і відкрили культову споруду для поклоніння. Сьогодні мечеть є єдиною на три прилеглих села. Вона вміщає понад 100 осіб.
У Скалистому, за інформацією голови мусульманської громади, проживає більше 160 кримськотатарських сімей.
В квітні 2015 року невідомі намагалися підпалити мечеть, в будівлю було кинуто кілька пляшок із запальною сумішшю.